# 布雷斯特戰役
布列斯特戰役是第二次世界大戰霸王行動期間，於7月27日開始盟軍突破諾曼第的眼鏡蛇行動中最激烈的戰役之一。
盟軍入侵歐洲大陸計畫的一部分，是攻佔沿岸港口設施，以確保及時運送大量戰爭物資供應入侵盟軍之所需（據估計，在1944年9月於大陸的37個盟軍師每天將需要26,000噸物資）。盟軍希望攻佔並投入使用的主要港口是在法國西北部的布雷斯特。

## 港口問題
在戰爭初期，1940年法國淪陷後，美國開始策劃參戰“入侵西歐”。美國和加拿大部隊將從美國開拔到英國（只要英國仍在作戰），直到盟軍正式入侵歐陸。一個主要問題當然是如何向登陸後的入侵部隊其運送成千上萬噸的補給物資。攻佔歐陸位於大西洋沿岸的港口是必要的，最合適的目標亦是明確的入侵目標。奪取這些港口設施至關重要，因為缺乏物資將使入侵部隊陷於困境。在戰鬥的初期階段中，大型人工港口（甲乙兩個桑葚港）將搭建在海灘上，但其吞吐量有限，只被當成是應急措施，直到真正的港口被奪取後運作。
在法國北部沿岸地區可以找到合適的港口，跨越入侵部隊將橫渡的英吉利海峽，尤其是布列塔尼中的布雷斯特港，長期作為法國艦隊在大西洋沿岸的主要停泊地，和法國西部的港口。盟軍戰略家甚至認為，有可能在攻佔該港後，物資即可自美國直達布雷斯特，不經英格蘭即運給正東進德國的盟軍，過程要快得多。 
其他跨越英吉利海峽的港口是位於布列塔尼的聖馬洛、洛里昂、及聖納澤爾，和在諾曼第的瑟堡和勒阿弗爾（這將最終被選為入侵區域）。同盟國本已籌劃攻佔瑟堡的大鎚行動，但在1942年災難性的第厄普突擊戰後取消。他們決定，從海上直攻港口不是一種正確的選擇。
德國人對這一點十分清楚。然而，他們在戰爭初期已由托德組織在這些港口外圍開始建築工事，作為大西洋長城的一部分。其中一些主要港口作為U-潛艇的基地，已建好潛艇基地用的防爆混凝土圍牆。這些防禦工事已在盟軍空襲下存活了一段時間。

## 序幕

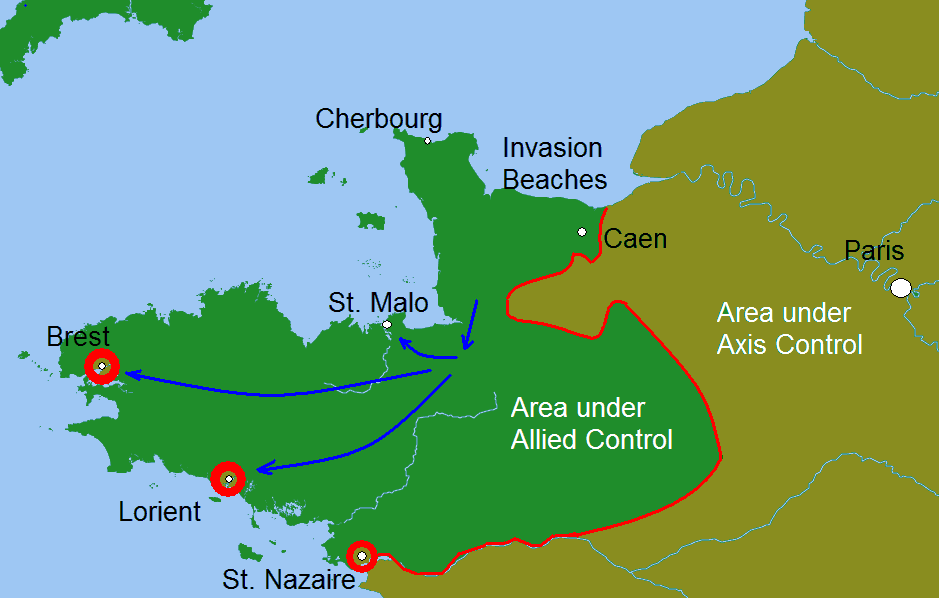
1944年8月中旬的法國西北部。當時盟軍佔領布列塔尼郊區，並已向東面的巴黎前進。藍色的箭咀代表向布雷斯特和其他港口的前進路線

諾曼第被入侵後不久，桑港口被從英格蘭拖來和部署在法國海岸。對盟軍來說不幸的是，其中一個不到兩個星期後被風暴摧毀。當時的主要供應直接通過登陸的海灘進行，但這一過程並非有效率。 
瑟堡，位於諾曼第科唐坦半島的尖端，被在猶他海灘登陸的美軍佔領，但德國守軍在投降之前破壞了其港口設施。這是迄今為止盟軍佔領地區內唯一的主要港口。
不久以後，布列塔尼半島被由在眼鏡蛇行動中由北向南突破，喬治·巴頓指揮的美國第3軍團所孤立，美國第8軍進入布列塔尼以攻佔布雷斯特和掩護突破行動的北部側翼。 
德意志國防軍被困在布列塔尼半島的部隊撤退到已加強防守的港口，而當時美國第3軍團部隊已進入半島並包圍他們。布雷斯特駐軍，被稱為“布雷斯特要塞”（“布雷斯特要塞” - 德國的宣傳方式稱為被包圍的城市），由一名非洲軍團的老兵，傘兵上將赫曼-柏恩哈特·雷姆克指揮。該部隊来自原本驻守布列塔尼半岛的第25军，包括德軍第2傘兵師、第266步兵師、第343步兵師和其他德軍單位，兵力大約40,000人。 
舊的堡壘城市聖馬洛被美軍第83步兵師（“俄亥俄”）於8月17日佔領，但它的小型港口設施被守軍破壞。在附近的塞赞波爾島上德國駐軍在盟軍一整天重型軍艦炮擊和強大的空中打擊後投降，他們的海軍大炮未能使用。很明顯，德國人盡可能會阻止盟軍盡快使用法國的港口，利用周圍的堡壘守衛他們和盡可能破壞碼頭。
美軍在1944年8月7日到達布雷斯特。

## 戰役
布雷斯特被包圍，並最終被第8軍佔領。這場戰鬥被證明是極其艱苦的，因為德國守軍頑強抵抗和部分是由空降獵兵（傘兵）部隊組成。

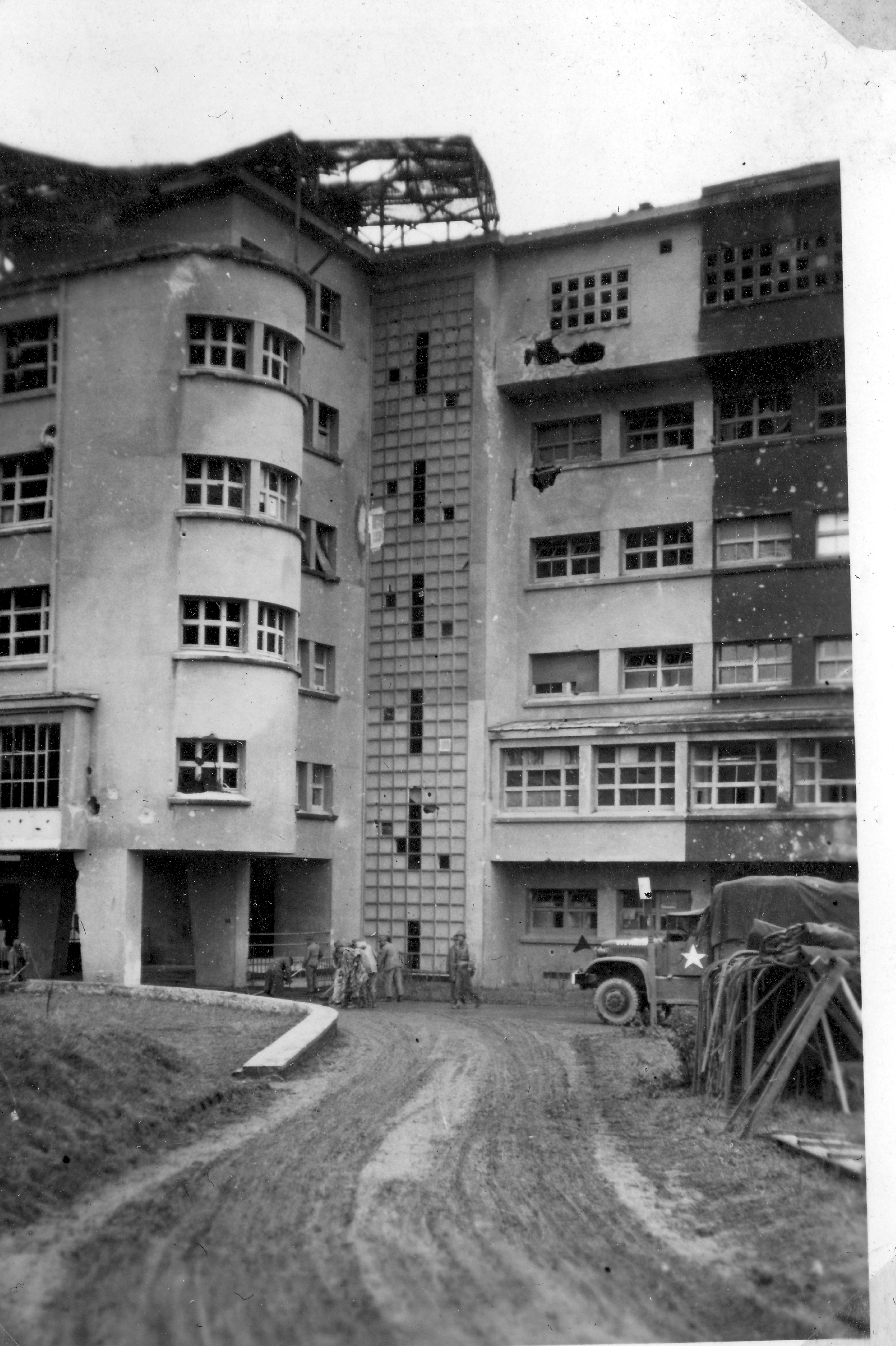
1944年10月，法國布雷斯特軍方醫院

德軍傘兵沒有辜負他們的聲譽，因為盟軍以前經歷了與他們的戰鬥，例如蒙特卡西諾。雖然一些能力較差的單位比較容易被包圍，但空降獵兵在重大困難、猛烈炮擊、空襲和美軍的攻擊下守衛了自己的陣地。進攻部隊在意圖進入城市的每一次小規模進攻下損失慘重。
按他們的軍事學說，美軍試圖利用其優越的炮兵火力和空中優勢，消滅守軍，而不是進行近接戰。另一邊，德軍有相當數量的庫存彈藥以防衛該市，並在挖掘的工事和碉堡中部署各種不同口徑的武器（從輕型高射炮至艦炮）。 
戰鬥是激烈的，部隊挨家挨戶前進。防禦工事（法國和德國建造）被證明是非常難以克服的，雙方以火炮轟擊攔阻對方。
最終，布雷斯特老城區在戰鬥中被夷為平地。只有一些在中世紀以石頭建造的古老防禦工事仍然站立。 
雷姆克將軍在破壞港口設施後於1944年9月19日向美軍投降。這些設施將無法按他們希望的時間準時修復，以支援戰事。當時，巴黎已經被盟軍解放和市場花園行動正在荷蘭被實施。
在付出高昂代價攻佔布雷斯特導致盟軍決定只對其餘被德軍佔領的法國港口實施包圍與只有一些可以被在行進中被佔領作為例外，以替代在一次戰役實行攻堅。勒阿弗爾是個例外，他在1944年8月被英國第2軍團佔領。其中一些在布列塔尼的港口於1945年5月9日，即歐戰勝利日一天之後投降。

## 後果
整個霸王行動的進程與原先計劃的有所不同。巴頓的美國第3軍團的快速推進使巴黎被解放早於預期，但1944年9月補給物資短缺已開始出現。
瑟堡是唯一被及時被修復使用的港口。該港口在7月中旬每天處理物資的能力約為2,000噸，和至1944年8月為12,000噸。
伯納德·蒙哥馬利爵士作出了有利於英軍的決定，以減少對其他部隊的供應，包括巴頓的部隊。不成功的市場花園行動不久後被蒙哥馬利實施，但是，導致盟軍的快速推進被拖延，並允許德軍重組，甚至反擊（即突出部之役）。不過當時，在比利時安特衛普的港口對盟軍提供補給。
戰後，西德政府對在布雷斯特被打死、餓死，或無家可歸的平民及家屬支付賠償。

## 思考
如果有更多的物資可以透過完整的法國港口運抵給英國和美國軍隊，盟國有可能在1944年-1945年的冬季入侵德國西部工業區，使第三帝國早一些崩潰。
另一方面，第二次世界大戰進一步發展指出，在法國各地開展補給供應也是一個很大的障礙，因為沒有足夠數量的卡車和鐵路網被破壞（見紅球特快）。
延遲入侵歐洲（由於缺乏坦克登陸艇而由1943年推遲 至1944年）已經讓德軍有時間來鞏固其沿海防禦系統（稱為“大西洋長城”）。士兵發現實際上在1944年港口周圍的防禦工事與其在1942年預見到的有很多分別，當尤其是他們認為這些港口可以被相對完整的佔領及根著可以被使用。

## “這是我的簡歷”
當美軍准將查爾斯·卡納姆前來接受德軍投降時，雷姆克將軍要求這位較低級別的敵軍男子出示證件，卡納姆指向他在附近的部隊，並說“這就是我的證件”。卡納姆當時是美軍第8步兵師的副师长，這句話後來成為該師的格言。
雷姆克提問的原因，其實是在拖延時間。當時在堡壘的一個房間內，他的無線電發報員正從布列斯特要塞瘋狂地發出最後的報告（其中包括若干頒授獎章的建議）。最後，他拖延的時間足以使電文在盟軍士兵找到無線電室前就被如數發出。